# Susan Cain
Susan Cain (1968) is een Amerikaans schrijfster en spreker.
Cain studeerde aan de Princeton University en Harvard Law School. Ze werkte als advocaat en later als onderhandelingsconsultant.
Cain beëindigde haar loopbaan en begon te schrijven thuis met haar familie. Ze schreef later dat als ze terugblikt op haar jaren als advocaat op Wall Street, dat het net leek of ze in een vreemd land verbleef.
In 2012 verscheen haar non-fictie boek "Quiet: The Power of Introverts in a World That Can't Stop Talking", dat ook in het Nederlands vertaald is. Het boek stelt dat de moderne Westerse cultuur de kenmerken en mogelijkheden van introverte mensen onderwaardeert, terwijl een derde van de wereldbevolking introvert is.
- Bibsys: 12010885
- Bibliothèque nationale de France: cb167083181 (data)
- Gemeinsame Normdatei: 101202198X
- International Standard Name Identifier: 0000 0003 9954 9089
- Library of Congress Control Number: n2011000338
- Nationale Bibliotheek van Letland: 000196991
- MusicBrainz: 646c4ae5-fffe-4c05-8883-a6787e035490
- Nationale Bibliotheek van Tsjechië: osa2012739533
- Nationale Bibliotheek van Israël: 987007522738905171
- Nederlandse Thesaurus van Auteursnamen: 341222747
- LIBRIS: 363749
- Système universitaire de documentation: 168420783
- Virtual International Authority File: 294417970
- WorldCat: E39PBJbtmK6dyPgpJGqBTWg9Xd